# West Coast Air
West Coast Air var ett kanadensiskt flygbolag med säte i Vancouver, British Columbia i Kanada.

## Flotta
West Coast Air hade i oktober 2009 17 flygplan:
- 11 de Havilland Canada DHC-2 Beaver
- 06 DHC-6 Twin Otter